# Brug 710
Brug 710 is een bouwkundig kunstwerk in de Nederlandse stad Amsterdam. 
Deze zogenaamde duikerbrug is gelegen, daar waar de Heemstedestraat overgaat in de Plesmanlaan. Ze werd gebouwd in 1959, toen die eerste straat vanaf het Hoofddorpplein naar het westen toe werd doorgetrokken. Die straat lag in 1957 nog als een landelijke weg tussen wat eerder landerijen en plassen waren en dan opgespoten bouwterrein. De straat liep in een kaarsrechte lijn van het plein naar de ringspoorbaan en verder. Het dijklichaam van die ringspoorbaan behoefde aan beide zijden een afwateringstocht, die overgestoken moest worden. Er werd gekozen voor een duiker met aan de westzijde een lange aanloop. Het ontwerp van de duiker is afkomstig van de Publieke Werken, de specifieke architect is onbekend. In verband met de forse stadsuitbreiding werkten meerdere personen aan de benodigde kunstwerken. De brug is bovengronds circa 39 meter lang, maar de te overspannen duiker is nauwelijks 3 meter breed, maar zelf wel weer 33 meter lang. De opzet was in 1959 een rijweg met aan beide zijden een voetpad en rijwielpad. Bij de aanleg van de westwaartse verlenging van tram 2 in 1975 kwam een herindeling. De trambaan verscheen in een nieuw aangelegde middenberm, oorspronkelijk met siersteen, daarna asfalt en naderhand in het gras. Aan weerszijden kwamen stroken voor auto’s, fietsers en voetgangers waarbij de klinkerbestrating werd vervangen door asfalt. Bus 23, die sinds 10 juli 1960 over de brug reed, werd bij de komst van de tram verlegd naar de Aletta Jacobslaan en Vlaardingenlaan. Opvallend zijn de balustrades annex leuningen; deze lijken op abstracte sculpturen. De brug is als het ware de zuster van brug 687 met eenzelfde uiterlijk. Echter de balustrade van brug 710 maakt een hoek naar de voormalige Telefooncentrale Amsterdam-Slotervaart, Ottho Heldringstraat 1.
In 1960 werd er nog druk gebouwd aan woningen tussen de Westlandgracht en de ringspoorbaan. De brug lag toen opvallend in het landschap. De nogal forse duikerbrug is anno 2022 nauwelijks terug te zien kijkend vanaf de rijweg. Er werd vanaf 1982 gebouwd aan de Heemstedespoorbrug in de Schiphollijn en weer later aan de Heemstedespoorbrug in de ringlijn van de Amsterdamse metro. 

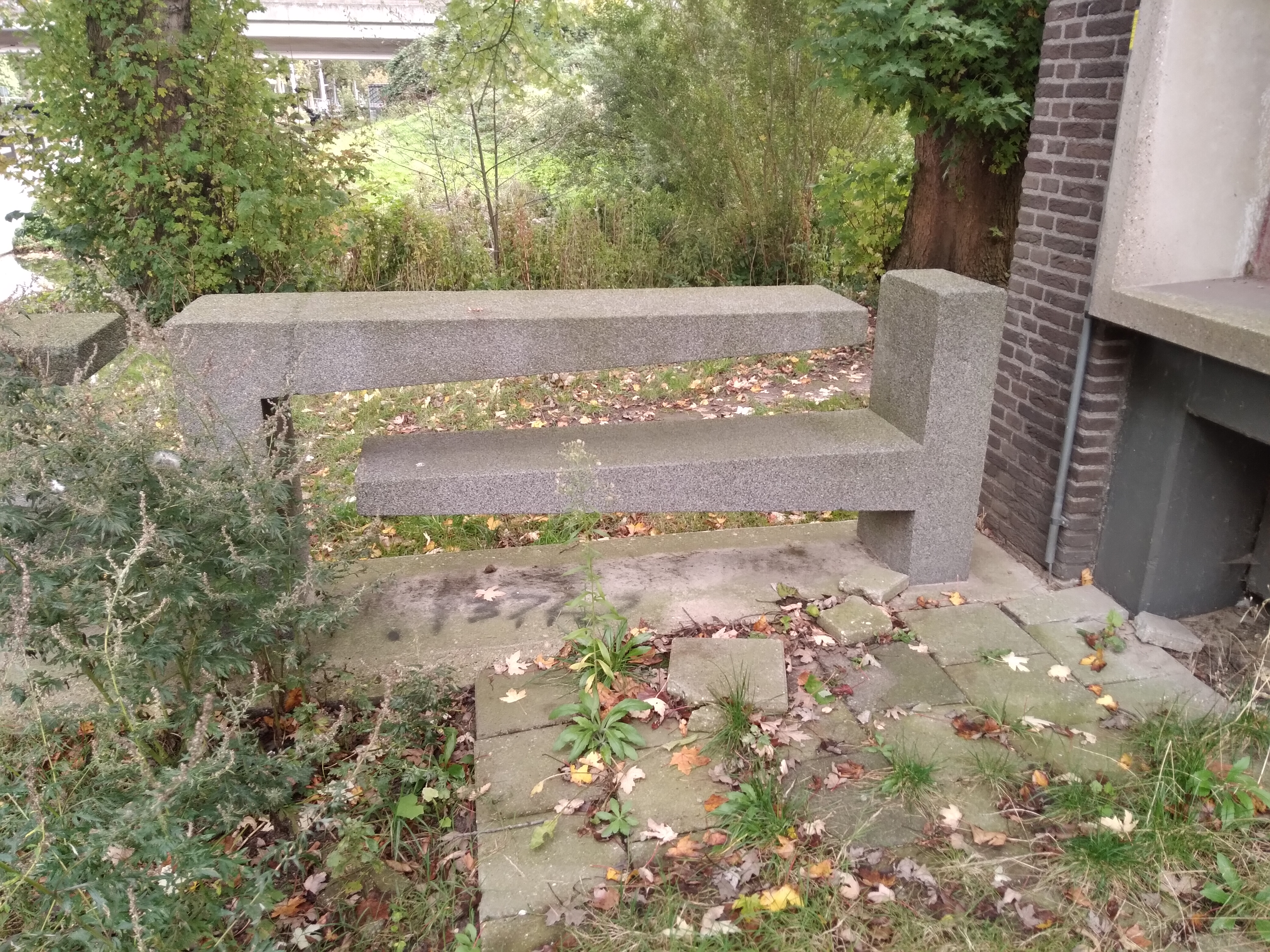
balustradesegment van brug 710 (oktober 2021)

<<< · 700 · 701 · 702 · 703 · 704 · 705 · 706 · 707 · 708 · 709 · 710 · 711 · 712 · 713 · 714 · 715 · 716 · 717 · 718 · 719 · 720 · 721 · 722 · 725 · 726 · 729 · 730-738 · 739 · 740 · 741 · 742 · 743 · 744 · 745 · 746 · 747 · 748 · 749 · 751 · 752 · 753 · 754 · 755 · 756 · 757 · 758 · 759 · 760 · 761 · 762 · 763 · 764 · 765 · 766 · 767 · 768 · 769 · 770 · 771 · 772 · 773 · 775 · 776 · 777 · 778 · 779 · 780 · 781 · 782 · 783 · 784 · 786 · 787 · 788 · 789 · 790 · 791 · 792 · 793 · 794 · 795 · 797 · >>>
Brugnummers  723, 724, 727, 728, 750, 774, 785, 796 (niet gerealiseerde brug over de Slotervaart), 798 en 799 zijn niet vergeven.